# Camilla af Rosenborg
Camilla Alexandrine Kristine af Rosenborg (født 29. oktober 1972 i Frederikssund som Camilla Alexandrine Kristine komtesse af Rosenborg). Hun er oldebarn af Kong Christian X, grandniece til Dronning Margrethe og grandkusine til Kong Frederik X og Prins Joachim.

## Familie

### Forældre
Camilla af Rosenborg er mellemste datter af Grev Christian og Grevinde Anne Dorte af Rosenborg. Hendes tvillingstoresøster er Josephine af Rosenborg, og hendes lillesøster er Feodora af Rosenborg.

### Parforhold, børn og rang
Den 20. maj 1995 blev Camilla af Rosenborg gift med direktør Mikael John Rosanes (født 8. februar 1952) i Søllerød Kirke. Derved mistede hun sin komtessetitel (men optræder regelmæssigt som "komtesse"), men beholdt "af Rosenborg" som borgerligt efternavn. Parret bor i Birkerød med deres fire børn:
- Anastasia Caroline Amalie af Rosenborg (født 1997)
- Ludwig Christian Mikael af Rosenborg (født 2000)
- Leopold Christian Ingolf af Rosenborg (født 2005)
- Theodor Christian Emanuel af Rosenborg (født 2008)

Mikael Rosanes er borgerlig – og derfor har parrets børn ingen adelstitler, da de kun videregives gennem mænd (agnatisk primogenitur).
Indtil hun blev gift, havde Camilla som komtesse af Rosenborg plads i rangklasse II, nr. 2 i den danske rangfølge. Efter sit ægteskab har hun ikke plads i rangfølgen.
I august 2016 meddeltes det, at de to skulle skilles. I foråret 2017 kom det frem, at Camilla af Rosenborg nu danner par med kokken Ivan Ottesen, og at de mødtes vha. dating-app'en Tinder.

## Uddannelse, arbejde og hverv
Camilla af Rosenborg er handelsuddannet (kontorassistent) og driver den kreative virksomhed "IdéFabrikken", som bl.a. udlejer & forhandler Segway-lignende køretøjer i Nyhavn42 Kbh . Z-Way.dk. Hun har siden 2008 været protektor for foreningen Familier med kræftramte børn.

## Arveret
Camilla af Rosenborgs far grev Christian mistede sin arveret til den danske trone, da han giftede sig i 1971, hvorfor hun ikke selv er arveberettiget dertil. Fra 1947 til 1953 var Prins Christian nummer tre i den Danske arvefølge efter sin storebror Ingolf og faderen Prins Knud, som sammen med Prinsesse Caroline Mathilde var landets tronfølgerpar.
Gennem sin farmor Arveprinsesse Caroline-Mathilde (1912-1995) nedstammer Camilla af Rosenborg fra kong Georg 2. af Storbritannien. Derfor har hun og hendes efterkommere en meget fjern arveret til den britiske trone.

## Anetavle
Hun deler anetavle med Josephine af Rosenborg og Feodora af Rosenborg:
| P                             | I                            | II                                      |
| ----------------------------- | ---------------------------- | --------------------------------------- |
| Proband: Camilla af Rosenborg | Far: Christian af Rosenborg  | Farfar: Arveprins Knud                  |
| Proband: Camilla af Rosenborg | Far: Christian af Rosenborg  | Farmor: Arveprinsesse Caroline-Mathilde |
| Proband: Camilla af Rosenborg | Mor: Anne Dorte af Rosenborg | Morfar: Villy Maltoft-Nielsen           |
| Proband: Camilla af Rosenborg | Mor: Anne Dorte af Rosenborg | Mormor: Bodil Maltoft-Nielsen           |